# Nahski narodi
Nahski narodi (Nakh, Veinakh), jedna od dviju glavnih grana nahsko-dagestanskih ili sjeveroistočnih kavkaskih naroda u sjeveroistočnom Kavkazu koju čini zajedno s dagestanskom skupinom i zajedno sa sjeverozapadnim ili abhasko-adigejskim narodima jedna su od dvije porodice sjevernih kavkaskih naroda. Nahska skupina obuhvaća nekoliko srodnih naroda, to su Čečeni, Inguši, Bacbi ili Baci ili Cova-Tuši, Kisti, Ičkerinci, i možda još neko manje pleme, kao što su bili Galgajevci (Ghalghaaj), ime kojim danas sebe nazivaju Inguši.

## Vanjske poveznice
- Peoples of the USSR